# Sapas Mons
Sapas Mons es un gran volcán ubicado en la región Atla Regio del planeta Venus.

## Descripción

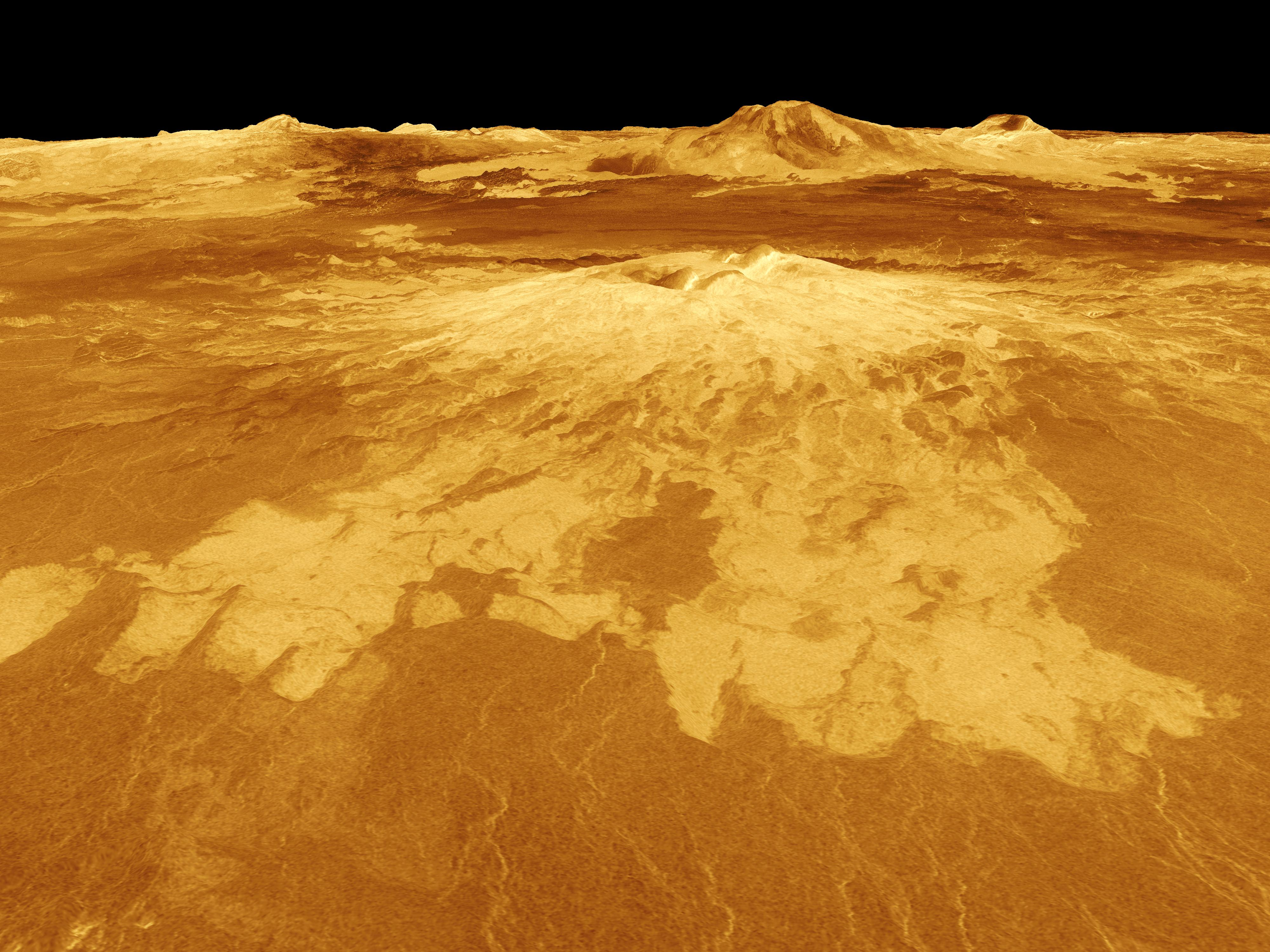
Una imagen generada por computadora de Sapas Mons, vista desde el noroeste.

Sapas lleva el nombre de la diosa cananea del sol. Mide unos 400 kilómetros (250 millas) de ancho y 1,5 kilómetros (0,93 millas) de alto. Sus flancos muestran numerosos flujos de lava superpuestos. Se cree que los flujos oscuros en la parte inferior derecha de la imagen de radar son más suaves que los más brillantes cerca de la parte central del volcán. Muchos de los flujos parecen haber entrado en erupción a lo largo de los flancos del volcán en lugar de la doble cumbre. Este tipo de erupción lateral es común en los grandes volcanes de la Tierra, como los volcanes hawaianos.
El área de la cumbre tiene dos mesas de cima plana, cuyas cimas lisas dan una apariencia relativamente oscura en la imagen de radar. También se ven cerca de la cumbre grupos de pozos, algunos de hasta un kilómetro (0,6 millas) de ancho. Se cree que se formaron cuando las cámaras subterráneas de magma se drenaron a través de otros tubos subterráneos y provocaron un colapso en la superficie. Un cráter de impacto de 20 kilómetros de diámetro (12 millas) al noreste del volcán está parcialmente enterrado por los flujos de lava. Poco se sabía sobre el Atla Regio antes de la investigación de la sonda Magallanes. Los nuevos datos, adquiridos en febrero de 1991, muestran que la región está compuesta por al menos cinco grandes volcanes como Sapas Mons, que suelen estar unidos por complejos sistemas de fracturas o zonas de ruptura. Si se compara con características similares en la Tierra, Atla Regio probablemente se formó cuando grandes volúmenes de roca fundida surgieron de áreas dentro del interior de Venus conocidas como  puntos calientes".